# Jan Lipner
Jan Lipner (* 22. listopadu 1964) je český politik a podnikatel, od roku 1999 starosta obce Horní Suchá v okrese Karviná, člen hnutí STAN.

## Život
V letech 1978 až 1982 vystudoval Střední zahradnickou technickou školu Ostrava a následně v letech 1982 až 1986 Zahradnickou fakultu Vysoké školy zemědělské v Brně, která sídlí v Lednici na Břeclavsku (získal titul Ing.).
Nejprve v letech 1987 až 1992 pracoval jako vedoucí provozu v podniku OPOS Karviná, v letech 1992 až 2000 působil jako OSVČ. Posléze se stal uvolněným starostou obce.
Jan Lipner žije v obci Horní Suchá na Havířovsku.

## Politické působení
V komunálních volbách v roce 1994 byl za ČSSD zvolen zastupitelem obce Horní Suchá, mandát za stejnou stranu ve volbách v roce 1998 obhájil. V roce 1999 byl zvolen starostou obce. Ve volbách v roce 2002 již obhájil mandát zastupitele jako nestraník a lídr kandidátky Sdružení nezávislých, ve volbách v roce 2006 pak nestraník a lídr kandidátky SNK ED. Později začal spolupracovat s hnutím STAN, za něž byl z pozice nestraníka lídrem kandidátky s názvem "Sdružení Nezávislých Horní Suchá" ve volbách v roce 2010. Mandát opět obhájil.
Do hnutí STAN později i vstoupil a již z pozice člena vedl kandidátku subjektu "Sdružení nezávislých kandidátů Horní Suchá" ve volbách v roce 2014, a to zase úspěšně. Za stejný subjekt mandát obhájil i ve volbách v roce 2018. Starostou obce je nepřetržitě od zmíněného roku 1999.
V krajských volbách v roce 2004 kandidoval jako nestraník za SNK do Zastupitelstva Moravskoslezského kraje, ale neuspěl. Nepodařilo se mu to ani ve volbách v roce 2012 jako členovi hnutí STAN na kandidátce subjektu „TOP 09 a Starostové pro Moravskoslezský kraj“, ani ve volbách v roce 2016 na společné kandidátce hnutí STAN a hnutí Ostravak. V krajských volbách v roce 2020 byl lídrem společné kandidátky hnutí STAN, Zelených a hnutí Nezávislí v Moravskoslezském kraji.
Ve volbách do Poslanecké sněmovny PČR v roce 2002 kandidoval jako nestraník za SNK v Moravskoslezském kraji, ale neuspěl. Znovu se o zisk mandátu pokoušel za hnutí STAN ve volbách v letech 2013 a 2017, ale ani tentokrát neuspěl.